# Андрей Рубльов
 Тази статия е за иконописеца.  За кинофилма вижте Андрей Рубльов (филм).  
Андрей Рубльов (на руски: Андрей Рублёв; роден около 1360 – 1370; починал 1427 или 1430 по други източници, Москва; погребан в Андрониковския манастир) е руски монах, известен майстор от московската школа по иконопис, книжовна и монументална живопис от XV век. Канонизиран е като преподобен от Руската православна църква през 1988 г.

## Биография
Биографичните данни за Рубльов са извънредно оскъдни: израснал в светска среда, вече в зряла възраст е подстриган за монах, най-вероятно в Троице-Сергиевската лавра, а според други изследователи – в Андрониковския манастир.
Творчеството на Рубльов се базира на художествените традиции на Московска Рус; бил е добре запознат също с византийския и южнославянския художествен опит.

## Мироглед
Върху формирането на мирогледа и стила на Рубльов голямо влияние оказва гръцкия иконописец Теофан Грек, работещ в Русия, както и атмосферата на национален подем и повишен интерес към нравствените и духовни ценности сред руското общество в края на XIV – началото на XV век. В произведенията си, но още в рамките на средновековната иконография, Рубльов въплъщава ново, възвишено разбиране за духовната красота и нравствената сила на човека.
През 1405 г. Рубльов изписва Благовещенския събор на Московския Кремъл (стенописите не са запазени), а през 1408 г. – Успенския събор (съхранен частично), като създава иконите за иконостаса заедно с ученика си Данаил Чьорний и (според някои изследователи) с Теофан Грек. Сред фреските на Рубльов в Успенския събор, най-значителна е композицията „Страшният съд“, където традиционно страшната сцена е превърната в светъл празник на тържеството на справедливостта, утвърждаващ духовната ценност на човека. Запазените фрагменти на стенописите на Рубльов в катедралата на гр. Владимир показват, че по това време той вече е зрял майстор.
В края на XIV – началото на XV век (по други изследвания по-скоро около 1412 или около 1427 г.), Рубльов създава своя шедьовър – главната икона „Троица“ в иконостаса на Троицкия събор в манастир в Сергиев Посад, днес в (Третяковската галерия) в Москва, както и празничните икони в иконостаса. Рубльов е изпълнил традиционния библейски сюжет с дълбоко поетическо и философско съдържание. Избягвайки от традиционните канони, той разполага в центъра на прочутата му в композиционно отношение икона една-единствена чаша (символизираща жертвената смърт), а очертанията ѝ повтаря в контурите на ангелите встрани. Централният (символизиращ Христос) ангел заема мястото на жертвата и изпъква с изразителен контраст от петна с тъмно-вишнево и син цвят, в нежно съчетание със златисто. „Троица“ е разчетена да бъде гледана отдалеч и от близо, като и в двата случая разкрива по различен начин богатството си от оттенъци и виртуозната работа на четката на художника. Много известни икони са образите от т. нар. Звенигородски чин (Христос, архангели), намерени в гр. Звенигород (в експозицията на Третяковската галерия).
Творчеството на Рубльов е един от върховете в руската и световната култура. През 1947 г. в Андрониковския манастир в Москва, където Рубльов е бил погребан, е открит Централният музей на древноруската култура и изкуство, носещ неговото име.
Икони на Рубльов се намират само в Москва и в Сергиев Посад.

## Галерия
- „Архангел Михаил“ от Звенигородския чин, 1410 – 1420
- Андрей Рубльов, „Спас" (Христос Спасител)“ от Звенигородския чин, 1410 – 1420
- „Апостол Павел“ от Звенигородския чин, 1410 – 1420
- Възнесение, от Василевския чин, 1408
- А. Рубльов, „Света Троица“, 1410